# Septoria crepidis
Septoria crepidis är en svampart som beskrevs av Vestergr. 1896. Septoria crepidis ingår i släktet Septoria och familjen Mycosphaerellaceae.   Inga underarter finns listade i Catalogue of Life.